# Dregoviči
Dregoviči ili Drigaviči (bje. Дрыгавічы); istočnoslavensko pleme, preci bjeloruske nacije. Njihov etnolingvistički prostor nalazio se u današnjoj središnjoj Bjelorusiji; točnije prostoru između rijeka Pripjat i Dvine. Njihova glavna kulturna i politička središta bila su gradovi Sluck, Turov, Polack i Kijev. Dregoviči u slobodnom prijevodu označavaju «ljude s blatnih ili močvarnih prostora».     
Za vrijeme Kijevske Rusi, Dregoviči su značajnu političku ulogu imali su u sklopu Polocke Kneževine, a s Derevljanima zajedno u sklopu Turovske Kneževine. Dregoviči su u bili vrlo srodni ukrajinskim Derevljanima te nešto manje Krivičima i Radimičima (koji kasnije postaju dio ruske nacije). 
Na prijelazu s 12. na 13. stoljeće službeno prihvaćaju latiniziran etnički naziv Ruteni u sklopu Velike kneževine Litve.

## Vanjske poveznice
- An East Slavic tribe that occupied the territory between the Prypiat River and the upper Western Dvina River.
- Povijest bjeloruskog plemena Dregoviča (bje.)